# Comuna de Strzyżów
Strzyżów (polaco: Gmina Strzyżów) é uma gminy (comuna) na Polónia, na voivodia de Subcarpácia e no condado de Strzyżowski. A sede do condado é a cidade de Strzyżów.
De acordo com os censos de 2004, a comuna tem 20 655 habitantes, com uma densidade 147,3 hab/km².

## Área
Estende-se por uma área de 140,23 km², incluindo:
- área agricola: 67%
- área florestal: 23%

## Demografia
Dados de 30 de Junho 2004:
|                      | Total   | Total | Mulheres | Mulheres | Homens  | Homens |
| -------------------- | ------- | ----- | -------- | -------- | ------- | ------ |
|                      | pessoas | %     | pessoas  | %        | pessoas | %      |
| População            | 20 655  | 100   | 10 516   | 50,9     | 10 139  | 49,1   |
| Densidade (pop./km²) | 147,3   | 100   | 75       | 75       | 72,3    | 72,3   |

De acordo com dados de 2002, o rendimento médio per capita ascendia a 1146,48 zł.